# Mikroregion Podhůří Mařenky
Dobrovolný svazek obcí Mikroregion Podhůří Mařenky vznikl v roce 2000 a sdružuje obce v centrální části okresu Třebíč.

## Obce sdružené v mikroregionu
- Rokytnice nad Rokytnou
- Markvartice
- Předín
- Štěměchy
- Čáslavice
- Římov
- Chlístov

## Etymologie
Mařenka je nejvyšší vrchol v okrese Třebíč s nadmořskou výškou 711 m. Své jméno Mařenka získal po dívce Marianě (Mařence), kterou loupežníci zamordovali poblíž vrcholu r. 1689, kde leží smírčí kámen s křížem.
Na vrcholu Mařenky stála rozhledna, která sloužila poutníkům k výhledu do širokého a dalekého okolí. Jedním ze záměrů, který spojuje obce mikroregionu byla stavba nové rozhledny na Mařence.